# Into the Labyrinth (serie televisiva)
Into the Labyrinth è una serie televisiva britannica in 21 episodi trasmessi per la prima volta nel corso di 3 stagioni dal 1981 al 1982. È una serie per bambini del genere fantastico.

## Trama
Due stregoni, il nobile Rothgo e la malvagia Belor, lottano tra loro perché entrambi interessati ad ottenere il possesso del Nidus, un oggetto magico dai poteri illimitati. Il Nidus in realtà apparteneva a Rothgo ed era stato poi rubato da Belor che lo aveva usato per far viaggiare Rothgo attraverso il tempo e lo spazio così che non sarebbe stato più in grado di trovarlo. Nell'epoca contemporanea, Rothgo viene ritrovato da tre bambini (Phil, Helen e Terry) quasi senza vita, in una grotta labirintica. Rothgo manda così i bambini attraverso diversi periodi del tempo per cercare l'oggetto. I bambini arrivano in vari punti della storia (durante la Rivoluzione francese, in Grecia antica, durante la guerra civile inglese, ecc.), ma i loro tentativi sono costantemente ostacolati da Belor che compare in ogni periodo.

## Personaggi e interpreti
- Belor (21 episodi, 1981-1982), interpretata da Pamela Salem.
- Phil (21 episodi, 1981-1982), interpretato da Charlie Caine.
- Rothgo (14 episodi, 1981), interpretato da Ron Moody.
- Helen (14 episodi, 1981), interpretata da Lisa Turner.
- Terry (14 episodi, 1981), interpretato da Simon Henderson.
- Bram (8 episodi, 1981-1982), interpretato da Howard Goorney.
- Lazlo (7 episodi, 1982), interpretato da Chris Harris.
- Guardia (7 episodi, 1981-1982), interpretato da Phillip Manikum.
- Arthur (3 episodi, 1981-1982), interpretato da Ewen Solon.
- Augustin (3 episodi, 1981-1982), interpretato da Conrad Phillips.
- Lucan (3 episodi, 1981-1982), interpretato da Paul Nicholson.

## Produzione
La serie fu prodotta da HTV West e creata da Peter Graham Scott insieme a Bob Baker, che aveva già scritto diverse storie per Doctor Who. Le musiche furono composte da Sidney Sager.

### Registi
Tra i registi sono accreditati:
- Peter Graham Scott in 19 episodi (1981-1982)

### Sceneggiatori
Tra gli sceneggiatori sono accreditati:
- Bob Baker in 15 episodi (1981-1982)
- Peter Graham Scott in 14 episodi (1981)
- Ivan Benbrook in 2 episodi (1981-1982)
- Robert Holmes in 2 episodi (1981-1982)
- Ray Jenkins in 2 episodi (1981)
- John Lucarotti in 2 episodi (1981)
- Andrew Payne in 2 episodi (1981)
- Anthony Read in 2 episodi (1981)
- Gary Hopkins in un episodio (1982)

## Distribuzione
La serie fu trasmessa nel Regno Unito dal 13 maggio 1981 all'8 settembre 1982 sulla rete televisiva Independent Television. È stata distribuita anche in Spagna con il titolo Dentro del laberinto.

## Episodi
| Stagione         | Episodi | Prima TV Regno Unito |
| ---------------- | ------- | -------------------- |
| Prima stagione   | 7       | 1981                 |
| Seconda stagione | 7       | 1981                 |
| Terza stagione   | 7       | 1982                 |